# Alvin and Grace Washburn House
Pour les articles homonymes, voir Washburn.
L'Alvin and Grace Washburn House est une maison américaine à Orem, dans le comté d'Utah, dans l'Utah. Construite vers 1938 dans le style Pueblo Revival, elle est inscrite au Registre national des lieux historiques depuis le 30 décembre 1999.